# Andrew Lazar
Andrew Lazar (1966) é um produtor de cinema estadunidense. Foi indicado ao Oscar de melhor filme na edição de 2015 pela realização de American Sniper, ao lado de Clint Eastwood, Robert Lorenz, Bradley Cooper e Peter Morgan.

## Filmografia
- Assassins (1995)
- Unforgettable (1996)
- Bound (1996)
- 10 Things I Hate About You (1999)
- The Astronaut's Wife (1999)
- Panic (2000)
- Space Cowboys (2000)
- Lucky Numbers (2000)
- Cats & Dogs (2001)
- Death to Smoochy (2002)
- Confessions of a Dangerous Mind (2002)
- Catch That Kid (2004)
- Get Smart (2008)
- Get Smart's Bruce and Lloyd: Out of Control (2008)
- I Love You Phillip Morris (2009)
- Cats & Dogs: The Revenge of Kitty Galore (2010)
- Jonah Hex (2010)
- American Sniper (2014)
- Mortdecai (2015)

## Prêmios e indicações
- Indicado: Oscar de melhor filme - American Sniper (2014)